# Sandemand
Sandemand (oldnordisk sannaðar-, sannanarmaðr → retskafne mænd) betegnede en person, som afgjorde markskelssager, straffesager og visse retssager mellem kirke og bønderne. Ifølge Jyske Lov skulle der udnævnes otte sandemænd  i hvert herred. De udnævntes af kongen og afgav udtalelse i en række grovere sager såkaldt sandmænds tov, som lå til grund for tingets sagsafgørelse. Senere blev  begrebet også brugt i Christian 5.s lov. Med jordfællesskabets ophør omkring året 1800 trådte institutionen efterhånden ud af funktion.
Sandemand var også en betegnelse for de bornholmske sognefogeder. De skulle iagttage det fornødne ved ildebrande på øen. Begrebet blev også brugt om et (vitterligheds)vidne i retssager.